# Isaac Léon Trenel
Pour les autres membres de la famille, voir Famille Debré.
Isaac Léon Trenel, né le 27 décembre 1822 à Metz en Lorraine et mort le 21 août 1890 à Paris, est un rabbin français.

## Biographie
Isaac Léon Trenel est le fils Lion Akiba Jakob Trenel (1775-1840) et de Fratié Fratché Fanny Ennery (1779-1850).
Né en Lorraine, Isaac Trenel commença l'étude du Talmud à Marmoutier en Alsace, sous la férule de son oncle le rabbin Jacob Haguenauer. Pour parfaire cette étude il fréquenta le reb Mosheh de Merzig en Moselle, Moïse Levy. Inscrit en 1839 à l'École centrale rabbinique de Metz, il y obtient son diplôme de rabbin en 1846.
Il fut rabbin à Besançon, puis rabbin adjoint du grand-rabbin Lazare Isidor à Paris. Avant d'exercer cette dernière fonction, il fut aumônier des lycées et des prisons de Paris, ce qui lui fournit l'occasion de rencontrer le professeur Nathaniel Philippe Sander, avec qui il rédigea un Dictionnaire Hébreu-Français édité en 1859 par la Société des livres moraux et religieux alors dirigée par le grand-rabbin de France Salomon Ulmann, ouvrage qui sera réédité de nombreuses fois jusqu'à ce jour.
En 1854 il fut chargé de diriger le Séminaire israélite de France qu'il fréquenta durant ses études, à la mort du rabbin Mayer Lazard, son ancien directeur. Isaac Léon Trenel n'avait que 34 ans lorsqu'il devint directeur de cette école.
Sous la direction du rabbin Trenel, l'École centrale rabbinique fut ensuite transférée de Metz à Paris, et changea son nom en Séminaire israélite de France. Cet établissement déménagea ensuite deux fois, en 1865 dans un local qui servit d'infirmerie durant les événements de la Commune de Paris en 1871, puis dans des bâtiments définitifs construits à cet effet en 1881.
Le rabbin Trenel avait épousé Cécile Suzanne Dennery (1825-1892) fille de Israël Dennery et de Minette Verte
Ils eurent six enfants, Jacob qui devint professeur de lettres, Marianne qui épousa le rabbin Simon Debré, Régine, Bella qui épousa un « immigré » alsacien, Lehmann, Marc, médecin qui ne se maria pas et Louise, la plus jeune, qui épousa le mathématicien Jacques Hadamard. 
Isaac Trenel tomba gravement malade en 1886 et se fit remplacer à temps partiel par le doyen de ses élèves, Jules Wolf (1862-1955), qui devint par la suite (dès 1888) grand-rabbin de La Chaux-de-Fonds en Suisse. Isaac Trenel mourut en septembre 1890 après une vie d'éminent talmudiste.

## Œuvres
Ayant fondé la Société des amis de la science juive, il fit une communication sur la Vie de Hillel l'Ancien lors de la séance inaugurale de cette association en 1867.
Mais l'œuvre principale de ce rabbin pédagogue fut le Dictionnaire Hébreu-Français déjà mentionné, utilisé ensuite par de nombreuses générations d'hébraïsants et connu comme « le » Sander & Trenel.